# Advanced Access Content System

L’Advanced Access Content System (AACS) est un standard de distribution de contenu et de gestion numérique des droits, prévu pour permettre de restreindre la lecture et la copie de la nouvelle génération de disques optiques et DVD.

## Introduction
L'AACS est développé par un groupe comprenant Disney, Intel, Microsoft, Matsushita (Panasonic), Warner Brothers, IBM, Toshiba et Sony. La spécification a été rendue publique en avril 2005, et le standard a été adopté comme moyen de restriction d'accès aux HD DVD et aux disques Blu-ray dont les Blu-Ray Ultra HD.

## Vue d'ensemble
L'AACS utilise la cryptographie pour contrôler l'utilisation du média numérique. Le contenu protégé par AACS est chiffré par une ou plusieurs « clés titre » (title keys) en utilisant l'Advanced Encryption Standard (AES). Les clés titre sont dérivées d'une combinaison de « clés média » (media key) et de plusieurs éléments, comme l'identifiant de volume (volume ID) du média (par exemple, un numéro de série physique écrit sur le DVD), et une fonction de chiffrement.
L'originalité de l’AACS a été d'employer une nouvelle technique de cryptographie appelée broadcast encryption. Ainsi, les clés titre sont stockées dans le «Media Key Block» (MKB). Une autorité centrale fournit un jeu de clés pour chaque lecteur. L’émetteur définit la liste des appareils pouvant accéder au contenu. Le broadcast encryption crée le MKB. Un lecteur appartenant à la liste trouvera les clés titre en appliquant un calcul mathématique avec son jeu de clés et la MKB. Les lecteurs n’appartenant pas à la liste ne trouveront pas ces clés de titre en appliquant le même calcul mathématique. Par cette méthode, la gestion de clé assure à la fois la protection des clés titre et la révocation. En d’autres termes, le contenu définit l’ensemble des appareils qui pourront le consulter. Le broadcast encryption ne nécessite ainsi pas l’envoi d’une liste de révocation.
Afin de contrer la fragilisation du standard, l'AACS 2 impose une connexion à internet pour vérifier la validité du lecteur Blu-ray et des clés. Ce nouveau procédé est développé pour sécuriser les nouveaux Blu-Ray Ultra HD.
Cependant, comme tous les autres systèmes de protection, l'AACS et l'AACS 2 ont fini par être rapidement cassés, et aujourd'hui la protection est considérée comme caduque en raison du nombre important de clés circulant sur internet et de la rapidité des pirates pour trouver les nouvelles clés.

## Critiques
Richard Stallman, président de la Free Software Foundation, appelle au boycott des Blu-rays tant que l’AACS n’aura pas été cassé  . En effet, les systèmes de gestion des droits numériques restreignent de manière importante l’usage légal des disques achetés.

## Controverses
En avril 2007, la clé de chiffrement (09 F9 11 02 9D 74 E3 5B D8 41 56 C5 63 56 88 C0) se répand à travers la communauté Digg. Appréhendant de possibles poursuites judiciaires, les modérateurs de Digg décident de supprimer tout message contenant ce code de protection au fur et à mesure de leur publication. Les utilisateurs, s'apercevant de la censure de ces messages, diffusent d'autant plus la clé par effet Streisand. Le 1er mai, la pression des utilisateurs face aux modérateurs pousse Kevin Rose, fondateur de Digg, à se ranger du côté des utilisateurs en créant un message contenant le code comme titre, message qui est maintenant le message le plus approuvé par la communauté avec plus de 30 000 votes en sa faveur.
La clé a été révoquée peu de temps après sa diffusion massive, rendant la série de chiffres et de lettres inutile face aux futurs disques HD DVD.
Quoi qu’il en soit, cette clé est maintenant massivement répandue sur Internet, à un tel point qu’en date du 6 mai 2007, une recherche Google de la série de caractères formant cette clé donne un total de 967 000 réponses. Cette histoire est maintenant populaire sur plusieurs sites Webs reliés à l’informatique, et bien que cela représente une violation des lois sur la protection de la propriété intellectuelle (Loi DADVSI en France), des journaux en ligne ont même diffusé des articles contenant cette clé[réf. nécessaire].